# Hireguntanur, Chitradurga
Hireguntanur là một làng thuộc tehsil Chitradurga, huyện Chitradurga, bang Karnataka, Ấn Độ.